# Jason Goes to Hell: The Final Friday
Jason Goes to Hell: The Final Friday is een Amerikaanse horrorfilm uit 1993 onder regie van Adam Marcus. Het vormt het negende deel in de Friday the 13th-filmreeks. The Final Friday volgde op Friday the 13th Part VIII: Jason Takes Manhattan uit 1989 en werd op haar beurt in 2001 opgevolgd door Jason X.

## Verhaal
Elizabeth Marcus (Julie Michaels) rijdt in haar eentje naar Crystal Lake, een plaatsje dat inmiddels bekendstaat als geboorteplaats van Jason Voorhees. De bewoners buiten dit uit door allerlei aan 'legende' Voorhees gerelateerde producten te verkopen. Terwijl Marcus zich alleen in een huis bevindt en daar een bad laat vollopen, lijkt ze Voorhees' volgende slachtoffer te worden als deze plotseling bewapend met een kapmes opduikt. Wanneer ze naar buiten rent, blijkt ze echter een agente die dienstdoet als prooi om de seriemoordenaar te lokken. Voorhees achtervolgt haar, maar loopt daarmee in een hinderlaag van tientallen klaarstaande politieschutters die hem letterlijk in stukken schieten. Voorhees' terreurbewind lijkt definitief ten einde.
Een lijkschouwer (Richard Gant) gaat in een beveiligd mortuarium aan het werk om Voorhees' resten te onderzoeken. Als hij aan de slag gaat met diens hersenen, beginnen deze te kloppen als een hart, de lijkschouwer in een trance brengend. Deze kan zich hierdoor niet bedwingen de hersenen in zijn mond te stoppen en op te eten, waarmee de geest van Voorhees bezit van hem neemt. Deze laat al snel een spoor van dood en verderf achter, waardoor de autoriteiten vermoeden dat hij wellicht toch niet dood is. Hij is echter alleen te herkennen in de spiegelbeelden van de personen die hij bezit. Personen in meervoud, want hij verplaatst zich oraal van mens tot mens. De oersterke premiejager Creighton Duke (Steven Williams) besluit naar Crystal Lake toe te komen. Hij zegt toe in ruil voor 500.000 dollar Voorhees definitief te stoppen en gaat op jacht.
Na de dood van Diana Kimble (Erin Gray) schakelt Duke Steven Freeman (John D. LeMay) in, de ex van Kimble's dochter Jessica (Kari Keegan) en de vader van diens baby. Deze vertelt hij dat Voorhees maar tijdelijk in zijn gastlichamen kan verblijven voor deze 'op' zijn en dat hij daarom herboren wil worden in een vast lichaam. Dit kan hij alleen door in het lichaam te kruipen van een direct familielid. Daarop onthult Duke aan Freeman dat Diana Kimble Voorhees' zus was en dat de moordenaar nog twee levende familieleden overheeft: Jessica en haar kind.

## Rolverdeling
| Acteur                     | Personage            |
| -------------------------- | -------------------- |
| Kane Hodder                | Jason Voorhees       |
| John D. LeMay              | Steven Freeman       |
| Kari Keegan Jessica Kimble |                      |
| Steven Williams            | Creighton Duke       |
| Steven Culp                | Robert Campbell      |
| Erin Gray                  | Diana Kimble         |
| Rusty Schwimmer            | Joey B               |
| Richard Gant               | Phil de lijkschouwer |
| Leslie Jordan              | Shelby               |
| Billy Green Bush           | Sheriff Ed Landis    |
| Julie Michaels             | Elizabeth Marcus     |

## Trivia
- De beveiligingsbeambte die vroeg in de film mensen fouilleert voordat ze het onderzoeksmortuarium binnen mogen, is acteur Kane Hodder, de man die in dit en verschillende andere delen van de Friday the 13th-reeks in het pak van Jason Voorhees zit.
- Het Necronomicon in de film is (letterlijk) hetzelfde boek dat in The Evil Dead (en Evil Dead II) als zodanig te zien is.